# Sarah Armstrong
Sarah Armstrong  (1968) is een Australisch journaliste en auteur van romans en Kinderboeken. 
Over een periode van meer dan acht jaar werkte Armstrong voor de Australian Broadcasting Corporation in diverse radioprogramma's, waaronder The World Today. 
In 2005 kreeg zij voor haar eerste novelle Salt Rain de Dobbie Encouragement Award, een aanmoedigingsprijs. Zij werd tevens genomineerd voor de Miles Franklin Award en de Queensland Premier's Literary Awards. Haar boek Promise (2016) is in het Nederlands vertaald en tevens uitgegeven als luisterboek en e-book.